# Jidoștina, Alba
Jidoștina este un sat în comuna Șugag din județul Alba, Transilvania, România.